# 나체주의

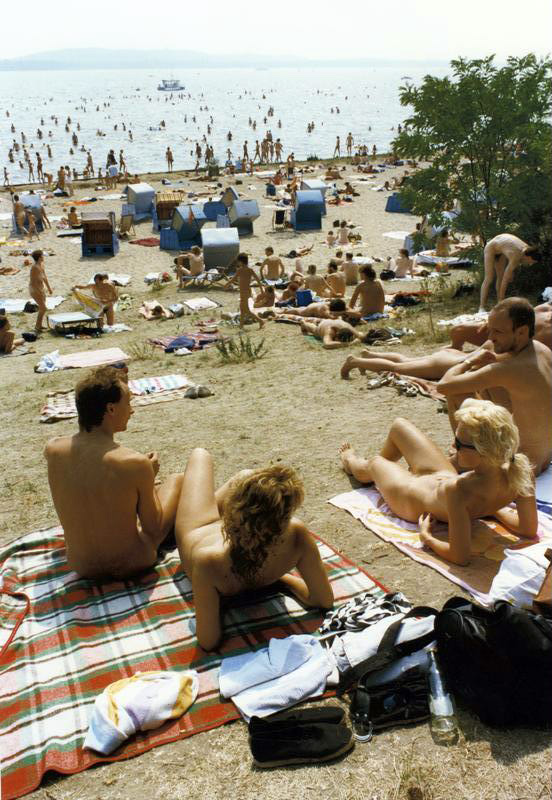
1989년 동베를린의 뮈겔제 호수 해변에서 일광욕을 하는 사람들

나체주의(영어: Nudism 누디즘[*]) 또는 자연주의(영어: Naturism 네이처리즘[*])는 개인 및 사회의 나체를 실천, 옹호 및 방어하는 문화 및 정치 운동으로 대부분 개인 재산에서 발생하는 것이 아니다. 이 용어는 또한 개인, 가족 또는 사회적 누드에 기초한 라이프 스타일을 지칭 할 수도 있다. 자연주의는 다수의 형식을 취할 수 있다. 개별적으로, 가족 내에서, 사회적으로 또는 공개적으로 연습 될 수 있으며 또한 캠페인을 포함한 무장 자연주의가 있으며 극단적인 자연주의는 때때로 별도의 범주로 간주된다.

## 같이 보기
- 스트리킹